# Bis ans Ende der Welt
Bis ans Ende der Welt (Engels: Until the End of the World) is een Duits-Frans-Australisch-Amerikaanse science-fiction/dramafilm uit 1991 onder regie van Wim Wenders.

## Verhaal
In het jaar 1999 raast een uit de baan geraakte satelliet recht op de aarde af. Overal heersen chaos en paniek. Alleen Claire Tourneur trekt zich daar niets van aan. Ze volgt Trevor McPhee volgt met behulp van geavanceerde elektronica de hele wereld rond. Trevor, die langzaamaan blind wordt, is in het bezit van een camera waar blinden mee kunnen zien. Op een gegeven ogenblik raakt zowel Claire als Trevor verslaafd aan de videobeelden.

## Rolverdeling
| Acteur              | Personage          |
| ------------------- | ------------------ |
| Solveig Dommartin   | Claire Tourneur    |
| Pietro Falcone      | Mario              |
| Enzo Turrin         | Dokter             |
| Chick Ortega        | Chico Remy         |
| Eddy Mitchell       | Raymond Monnet     |
| William Hurt        | Sam Farber         |
| Adelle Lutz         | Makiko             |
| Ernie Dingo         | Burt               |
| Jean-Charles Dumay  | Monteur            |
| Sam Neill           | Eugene Fitzpatrick |
| Ernest Berk         | Anton Farber       |
| Chrstine Oesterlein | Irina Farber       |
| Rüdiger Vogler      | Phillip Winter     |
| Diogo Dória         | Receptionist       |
| Amália Rodrigues    | Vrouw in de tram   |